# Parti du troisième âge
Le Parti du troisième âge (en luxembourgeois : Partei vum 3. Alter) est un ancien parti politique luxembourgeois fondé en 1999 et présidé par Jean Schanen.

## Histoire
Le parti est créé pour réclamer plus d'attention aux personnes âgées et aux retraités dans les budgets de l'État. Le parti connaît une brève existence puisqu'il ne participe qu'aux élections législatives de 1999 et ne présente des candidats que dans la seule circonscription Sud où le parti fini 8e et dernier avec 0,4 % des voix ; il disparaît par la suite.